# Холл, Том (лучник)
Том Холл (англ. Tom Hall; род. 17 сентября 1990) — британский лучник, выступающий в стрельбе из олимпийского лука. Участник Олимпийских игр.

## Биография
Том Холл родился 17 сентября 1990 года.
Он изучал химию в Уорикском университете, защитив диссертацию на степень доктора философии (PhD). Во время обучения узнал о стрельбе из лука и начал заниматься этим видом спорта только в 20-летнем возрасте.

## Карьера
В 2017 году участвовал на этапах Кубка мира в Шанхае и Солт-Лейк-Сити, но проиграл уже в первом раунде, став 57-м. Также выступил в Берлине, где добрался до 1/32 финала, а лучший результат показал в Анталии, остановившись на стадии 1/8 финала. На чемпионате мира в Мехико стал 33-м в личном турнире, а вместе со сборной стал лишь 18-м в команде.
В 2018 году выступил на чемпионате Европы, где в миксте добрался до четвертьфинала. Такого же результата добился и с мужской командой. В личном первенстве дошёл до 1/16 финала. На Кубке мира в Анталии и Шанхае стал 57-м.
В 2019 году на Кубке мира в Шанхае стал четвёртым в миксте, а в личном турнире проиграл на стадии 1/32 финала. Также стал 57-м в Турции. Принял участие на Европейских играх в Минске, став шестым в команде и семнадцатом в личном турнире. На чемпионате мира в Хертогенбосе вновь проиграл в 1/32 финала личного турнира и дошёл до 1/8 в миксте. Сборная Великобритании в мужском командном турнире сумела дойти до четвертьфинала, обеспечив себе место в олимпийском турнире и, следовательно, места для трёх лучников на личном.
В 2021 году участвовал на Кубке мира в Лозанне и Париже, на обоих этапах остановился на стадии 1/32 финала. Принял участие на Олимпиаде-2020 в Токио. В командном турнире вместе с Патриком Хьюстоном и Джеймсом Вудгейтом, британцы победили Индонезию в первом раунде c сухим счётом, но затем уступили Нидерландам 3:5 в четвертьфинале. В личном турнире Холл проиграл Руману Шана из Бангладеш в первом же матче на стадии 1/32 финала.